# Эль-Туле (муниципалитет)
Эль-Туле (исп. El Tule) — муниципалитет в Мексике, штат Чиуауа с административным центром в одноимённом посёлке. Численность населения, по данным переписи 2010 года, составила 1869 человек.

## Общие сведения
Название El Tule дано по названию растущего здесь мексиканского кипариса.
Площадь муниципалитета равна 470 км², что составляет 0,19 % от общей площади штата, а наивысшая точка — 1727 метров, расположена в поселении Эль-Гинео.
Он граничит с другими муниципалитетами штата Чиуауа: на севере с Росарио, на востоке с Уэхотитаном и Сан-Франсиско-дель-Оро, на юге и западе с Бальесой.

## Учреждение и состав
Муниципалитет был образован в 1911 году, в его состав входит 28 населённых пунктов, самые крупные из которых:
| Код INEGI                  | Населённый пункт                                                                  | Численность населения (2005 год) | Численность населения (2010 год) |
| -------------------------- | --------------------------------------------------------------------------------- | -------------------------------- | -------------------------------- |
| 064                        | Всего                                                                             | 1818                             | 1869                             |
| 0001                       | Эль-Туле (исп. El Tule) 27°03′15″ с. ш. 106°15′58″ з. д. (административный центр) | 828                              | 811                              |
| 0006                       | Вакетерос (исп. Vaqueteros) 27°07′36″ с. ш. 106°20′43″ з. д.                      | 395                              | 440                              |
| 0025                       | Сан-Матео (исп. San Mateo) 27°04′17″ с. ш. 106°19′43″ з. д.                       | 173                              | 214                              |
| 0004                       | Карлос-Мадрасо (исп. Carlos A. Madrazo) 27°07′41″ с. ш. 106°14′42″ з. д.          | 99                               | 91                               |
| 0019                       | Лас-Морас (исп. Las Moras) 27°04′35″ с. ш. 106°21′27″ з. д.                       | 80                               | 72                               |
| —                          | Прочие                                                                            | 243                              | 241                              |
| Названия на карте Генштаба |                                                                                   |                                  |                                  |

## Экономика
По статистическим данным 2000 года, работоспособное население занято по секторам экономики в следующих пропорциях:
- сельское хозяйство и рыболовство — 57,9 %;
- торговля, сферы услуг и туризма — 23,7 %;
- производство и строительство — 17,4 %;
- безработные — 1 %.

## Инфраструктура
По статистическим данным 2010 года, инфраструктура развита следующим образом:
- электрификация: 97,1 %;
- водоснабжение: 93,1 %;
- водоотведение: 83,2 %.

## Достопримечательности
Храм в Сан-Матео, построенный в XVIII веке. Храм Святого Антонио в Эль-Туле, построенный в XIX веке.